# Henrik Stangerup
Henrik Stangerup, född 1 september 1937 i Köpenhamn, död 4 juli 1998, var en dansk författare.
Han var son till professor Hakon Stangerup och skådespelaren Betty Söderberg och bror till Helle Stangerup. Henrik Stangerup var dotterson till Hjalmar Söderberg.
Efter hans död utkom "Beretninger om Henrik Stangerup", av Henrik Nebelong och sonen Jacob Stangerup. I denna sammanfattas en stor del av hans liv och hans omfattande författarskap av bland andra Lars Gustafsson.